# موریس گرانسارت
موریس گرانسارت (انگلیسی: Maurice Gransart; ۸ ژوئیهٔ ۱۹۳۰ – ۲۷ آوریل ۲۰۱۳) بازیکن فوتبال اهل فرانسه بود.
از باشگاه‌هایی که در آن بازی کرده‌است می‌توان به باشگاه فوتبال المپیک مارسی اشاره کرد.